# Virgin Trains
A Virgin Trains egy angliai vállalat, melynek 51%-a a Virgin cégcsoport része, a maradék 49% a Stagecoach Csoport birtokolja. Vasúti személyszállítást bonyolít le Angliában.
2008 decemberétől a West Coast Main Line modernizálását követően új ütemes menetrendet vezettek be: 03, 23, 43 perckor Birmingham, 00, 20, 40 Manchester, 07 Liverpool, 30 Glasgow és 10 perckor Észak-Wales-be indulnak járatok. A Virgin Trains talán egyik legnagyobb ismertetőjele a szerelvények. 1997-ben a Virgin Trains Anglia történelmének legnagyobb vasúti tenderében, melynek értéke meghaladta 1 milliárd angol fontot, szerezte be a British Rail 390-es Pendolino villamos motorvonatokat. Az új szerelvényekkel 2004-re teljesen kiváltotta a British Railways-től örökölt járműállományt, és mostanra a teljes WCML forgalmát Pendolino vonatokkal bonyolítják.

## Járműállomány
| Sorozat             | Kép | Típus                     | Maximális sebesség | Maximális sebesség | Darabszám                                         | kocsik száma szerelvényenként | Útvonal                                                                                   | Gyártás éve                  | Jegyzetek                            |
| Sorozat             | Kép | Típus                     | mph                | km/h               | Darabszám                                         | kocsik száma szerelvényenként | Útvonal                                                                                   | Gyártás éve                  | Jegyzetek                            |
| ------------------- | --- | ------------------------- | ------------------ | ------------------ | ------------------------------------------------- | ----------------------------- | ----------------------------------------------------------------------------------------- | ---------------------------- | ------------------------------------ |
| Class 08            |     | Dízel tolatómozdony       | 20                 | 32                 | 8                                                 | N/A                           | állomási tolató                                                                           | 1953–1962                    |                                      |
| Class 57/3          |     | Dízelmozdony              | 95                 | 153                | 6                                                 | N/A                           | Thunderbird mozdony                                                                       | 2002–2004                    |                                      |
| 221 Super Voyager   |     | dízel-villamos motorvonat | 125                | 200                | 20                                                | 5                             | London - Chester/Holyhead Birmingham - Glasgow/Edinburgh                                  | 2001–2002                    |                                      |
| Class 390 Pendolino |     | villamos motorvonat       | 140                | 225                | 53                                                | 9                             | London - Birmingham/Wolverhampton London - Manchester London - Liverpool London - Glasgow | 2001–2004, 2011              |                                      |
| Class 90            |     | Villamos mozdony          | 110                | 180                | Bérelve a DB Schenker-től vagy a Freightliner-től | N/A                           | Relief vonat Charter vonat Tartalék vonat                                                 | 1987–1990                    | Része a "Pretendolino" szerelvénynek |
| Mark 3 személykocsi |     | személykocsi              | 125                | 200                | 9                                                 | N/A                           | Relief vonat Charter vonat Tartalék vonat                                                 | 1975–1986 (refurbished 2009) | Része a "Pretendolino" szerelvénynek |
| Mark 3 személykocsi |     | Driving Van Trailer       | 125                | 200                | 1                                                 | N/A                           | Relief vonat Charter vonat Tartalék vonat                                                 | 1988 (refurbished 2009)      | Része a "Pretendolino" szerelvénynek |